# Gémeos (Guimarães)
Gémeos ist ein Ort und eine ehemalige Gemeinde (Freguesia) im Norden Portugals.
Gémeos gehört zum Kreis Guimarães im Distrikt Braga. Die Gemeinde hatte eine Fläche von 1,52 km² und 452 Einwohner (Stand 30. Juni 2011). Die Gemeinde ist überwiegend städtisch geprägt.
Am 29. September 2013 wurden die Gemeinden Gémeos und Abação (São Tomé) zur neuen Gemeinde União das Freguesias de Abação e Gémeos zusammengeschlossen.